# Donacia vicina
Donacia vicina är en skalbaggsart som beskrevs av Lacordaire 1845. Donacia vicina ingår i släktet Donacia och familjen bladbaggar. Inga underarter finns listade i Catalogue of Life.